# Шај (Лоар и Шер)
Шај (фр. Chailles) насеље је и општина у централној Француској у региону Центар (регион), у департману Лоар и Шер која припада префектури Блоа.
По подацима из 2011. године у општини је живело 2549 становника, а густина насељености је износила 137,49 становника/km². Општина се простире на површини од 18,54 km². Налази се на средњој надморској висини од 91 метар (максималној 110 m, а минималној 63 m).

## Демографија
| 1962. | 1968. | 1975. | 1982. | 1990. | 1999. | 2011. |
| ----- | ----- | ----- | ----- | ----- | ----- | ----- |
| 769   | 1.014 | 1.249 | 1.556 | 1.602 | 2.019 | 2.549 |

График промене броја становника у току последњих година